# Sentinel Prime
 (mars 2025).

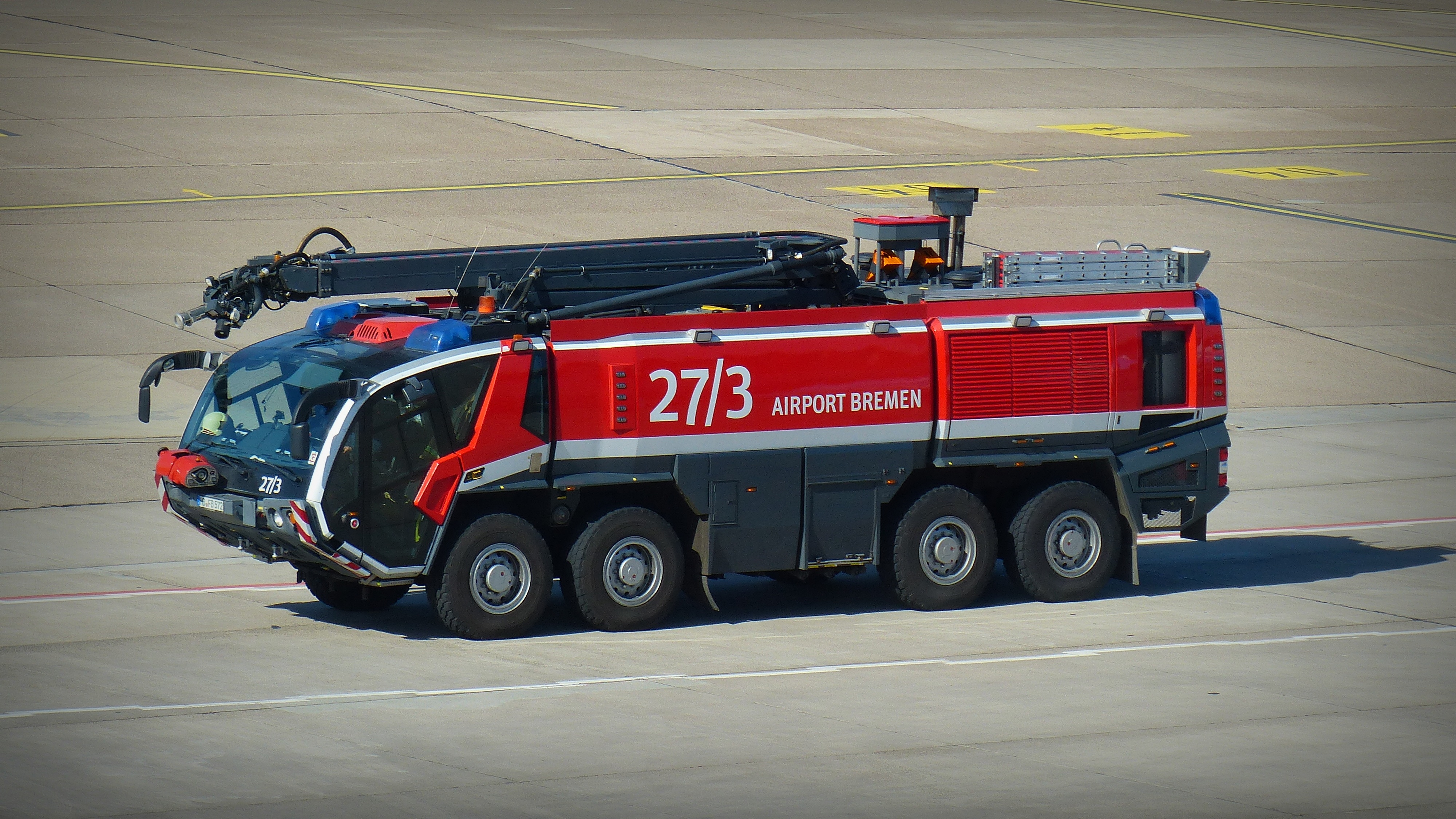
Un camion de pompier

Sentinel Prime, parfois aussi appelé Zeta Prime, est un personnage de l'univers fictif des Transformers.

## Personnalité
Sentinel Prime était un chef fier et d'un grand patriotisme. Mais ce qui le caractérise le plus, et qui est peu connu par ses compatriotes, est son sens moral parfois discutable, en effet il serait prêt à mener des actions douteuses pour ce qu'il estime être le bien de Cybertron.

## Séries

### Génération 1
Dans la série originale, Sentinel Prime est le prédécesseur d'Optimus Prime dans la lignée des porteurs de la Matrice Autobot. Il est brièvement vu dans le comic, mourant, léguant la matrice à Optimus.
On sait peu de chose sur lui, mais il ressemblait physiquement à Rodimus Prime.

### Transformers: Animated
Sentinel Prime apparaît dans le dessin animé Transformers: Animated, en tant que personnage n'ayant que peu, voir rien à voir avec celui de la série originelle. Les scénaristes prévoyaient au départ d'en faire Rodimus prime, suivant le nom d'un autre chef Autobot de Génération 1. Cependant, Rodimus étant un personnage aimé des fans, il leur parut peu convenable de lui donner un rôle de personnage brutal et arrogant, aussi Sentinel prime prit-il le rôle à la place.
Sentinel Prime est un membre de la garde d'élite sous le commandement d'Ultra Magnus. C'est un autobot arrogant, borné et peu tolérant envers les organiques. Il ne s'entend pas très bien avec Optimus Prime depuis la disparition d'Elita-1. Bien que très désagréable en général, il montre un bon côté en de rares occasions et reste un très puissant combattant. 
Il est en partie responsable de l'exclusion d'Optimus de l'académie Autobot et de son affectation à la maintenance des portes stellaires. Il avait emmené Optimus et Elita-1 sur une planète organique à la recherche d'un ancien vaisseau de guerre Decepticon, espérant trouver une cargaison d'energon. Faisant fi des protestations d'Optimus, Sentinel continue son chemin avec Elita et Optimus, qui décide de quand même les suivre en cas de problème. Le sol s'effondre soudainement sous leur pieds et ils se retrouvent dans un tunnel où ils sont attaqués par des araignées venimeuses géantes. Même s'ils ont trouvé le vaisseau qu'ils cherchaient, ils doivent immédiatement prendre la poudre d'escampette car l'energon devenu instable menace d'exploser. Elita se retrouve coincée dans la grotte lors de l'explosion. Sentinel et Optimus étaient déjà sortis. (Optimus a emporté Sentinel de force car la situation devenait critique).
C'est ce jour-là que leur relation changea. Sentinel lui reproche d'avoir laissé mourir Elita au lieu d'être retourné la sauver et que ce désastre est son idée (Optimus a agi pour le mieux en sauvant la personne qu'il pouvait atteindre). A leur retour sur Cybertron, les deux firent face à un Ultra Magnus en colère, Optimus décide de porter l'entière responsabilité de cet échec, renforcé par les critiques de Sentinel. Optimus est donc exclus de l'académie et est affecté à la maintenance des portes stellaires
Sentinel est, quant à lui, promis au rang de Minor et devient le sergent-instructeur des jeunes recrues. Parmi ses recrues, il y a eu Wasp, Bumblebee, Ironhide, Bulckhead et Longarm. Si le sergent en a fait voir de toutes les couleurs aux cadets, il a eu lui-même des dures journées. Lors de leur premier jour d'entraînement, il a reçu sur la tête un boulet et des tonneaux remplis d'huile. Il avait aussi pour habitude de punir toute la section si l'un d'entre eux se conduisait mal (généralement Bumblebee). Ce genre de traitement n'a pas dû lui attirer beaucoup de sympathie. Vers la fin de cette période, Bumblebee révèle l'existence d'un espion Deceptican dans le groupe, et parvient avec l'aide de Longarm à apporter une preuve contre Wasp. Furieux, Sentinel renvoie Wasp du groupe et l'envoie en prison, sans se rendre compte que le vrai coupable est Longarm (alias Shockwave). Il projette ensuite apparemment d'intégrer Bumblebee dans la garde d'élite en récompense, mais lorsque ce dernier se prétend responsable d'une bêtise de Bulkhead pour lui éviter d'être renvoyé, Sentinel change d'avis et les assigne tous deux à l'équipe de réparation de porte stellaire d'Optimus et profite du renvoi de ses deux recrues pour s'attribuer le mérite de la découverte d'un espion Decepticon en la personne de Wasp, ce qui lui vaut d'être promus dans la garde d'élite des Autobots.
Sentinel est promu dans la garde d'élite et obtient le rang de "Prime". Il s'occupe de la sécurité de Cybertron et doit combattre les Decepticons mais étant donné que ces-derniers se manifestent peu durant cette période, cette fonction est juste préventive. Parmi ses devoirs, il doit aussi rattraper les criminels qui s'échappent de prison (comme Wasp voir épisode 25: le camp Autobot). Il reçut une transmission de la part d'Optimus Prime et en profite pour se moquer de lui, mais voyant que ce dernier avait trouvé la Matrice, il transmet l'info à Ultra Magnus.
Au début de la saison 2, Sentinel Prime arrive sur terre dans l'épisode la garde d'élite aux côtés de Ultra Magnus et de Jazz. Sentinel fait alors preuve de mépris envers l'équipe d'Optimus et de sa peur envers les organiques au point d'avoir convaincu Jazz que les humains sont des créatures dangereuses qui "crache de la gelée qui pourrira leur circuits". Il se moquera d'Optimus, refusant de croire que des Decepticons étaient sur Terre et que la Matrice ait été dispersée. Optimus ayant apporté une preuve à Ultra Magnus, ce dernier déclare à Sentinel qu'Optimus a fait preuve d'énormes qualités de leader et qu'il devrait en prendre exemple.
Après le départ d'Ultra Magnus sur Cybertron, Sentinel sert de porte-parole de la garde sur Terre. C'est lui qui est chargé de la responsabilité diplomatique de faire un discours devant la mairie (autant dire qu'il aurait mieux fait de se taire) durant lequel il ne cessera de demander des "instructions" à Optimus. Il sera écœuré rien qu'a l'idée de devoir toucher la main d'un organique car une coutume humaine veut qu'il serre la main du maire à la fin du discours.
Après avoir prononcé son discours devant la mairie, le capitaine Fanzone reçoit une alerte aux Decepticons. Ces dangereux robots auraient été vus dans le quartier du vieux Détroit. Ce que personne ne sait à ce moment c'est qu'il s'agit d'un canular, inventé par Henri Masterson, le Cérébro-pilote. Il veut se servir d'un nouveau corps de robot pour ces expériences. Mais pas n'importe quel robot, il en lui faut un qui vient de l'espace. Son dévolu se jette sur Sentinel Prime (On peut comprendre son choix car Sentinel est très sophistiqué au niveau armement) Les envoyer dans le vieux Détroit fait partie de son plan. Il les envoie dans un lieu sans témoins. Comme les deux Autobots se séparent c'est d'autant plus simple car Sentinel est seul. Tout ce qu'il lui faut, c'est d'attendre le moment propice où Sentinel sera déconcentré. Ce qui arrive car l'élite se focalise sur un bruit (une poubelle renversée par un chat)et perd son sang-froid (il se met à donner des coups de lance dans tous les sens). Le Cérébro-pilote en profite et l'attaque par derrière. Heureusement pour Sentinel, Optimus l'aide à retrouver son corps et à cacher cet incident à Ultra Magnus. Il repart sur Cybertron dans l'épisode La revanche de Starscream et espère ne plus y retourner.
À peine arrivé sur Cybertron Sentinel va devoir partir à la recherche du fugitif Wasp. Il va également assister à la création de Jetfire et de Jetstorm. Ultra magnus va maintenant lui demander d'accélérer les recherches sur Wasp. Mais il apprend alors que Wasp est sur terre et est donc obligé d'y retourner.
À la poursuite de Wasp. Son dégoût de la Terre augmente encore lorsqu'il découvre la pluie. Il retrouve les Autobots, mais s'obstine à refuser d'écouter lorsque Optimus lui affirme que Wasp est innocent et que Longarm est le vrai coupable, jusqu'à ce que Wasp ne s'échappe encore.
Après cela, les membres de la Garde d'Elite et les Autobots d'Optimus collaborent pour capturer le plus de Decepticons possibles. Sentinel capture alors avec une facilité déconcertante Sunstorm, Blitzwing, Lugnut et Swindle (bien que pour ce dernier, il admet que c'était facile, vu que Swindle était coincé en mode véhicule). Optimus et Prowl émettent des doutes sur le fait qu'il y soit parvenu seul, alors qu'un seul Decepticon nécessite en général toute l'équipe d'Optimus pour être vaincu. En menant une enquête avec l'aide de Jazz, Prowl découvre que Sentinel a en réalité utilisé l'aide du chasseur de primes Decepticon Lockdown, qui capture les Decepticons pour son compte en échange de matériel volé dans le Vaisseau de la Garde d'Elite. Au dernier moment, Lockdown trahit Sentinel avec la complicité de Ramjet, le clone menteur de Starscream, mais Prowl réussit à vaincre le chasseur de primes, tandis que les autres Autobots parviennent à capturer Ramjet. Pour couvrir l'acte de vol de Sentinel, Optimus fait endosser tout le mérite des captures à Prowl.
Plus tard, lors d'une autre poursuite de Wasp, Sentinel poursuit ce dernier alors qu'il a été capturé par le Dinobot Swoop. Arrivé sur l'Île des Dinobots, il rencontre la véritable responsable de cet enlèvement, Blackarachnia, et découvre avec horreur qu'il s'agit d'Elita-1. Refusant de l'admettre, il tente de la combattre, mais est écrasé par la transformers Techno-organique. Peu après, Blackarachnia se sacrifie apparemment pour le sauver avec Optimus de l'explosion de Waspinator, le faisant prendre conscience de la vérité. Il quitte la Terre à la fin de l'épisode avec Jazz, les jumeaux et les prisonniers Decepticons, après s'être enfin plus ou moins réconcilié avec Optimus.
Lors du retour sur Cybertron. Sentinel est contacté par Alpha Trion, Perceptor et Cliffjumper, membres du conseil Autobot. Ils lui expliquent qu'Ultra Magnus mettra plus de temps que prévu à être réparé, et que Sentinel est le seul disponible pour le remplacer. Sentinel est donc élevé au rang de Magnus, et devient (du moins de manière temporaire) le nouveau chef suprême des Autobots. Le vaisseau tombe cependant par la suite dans une tempête spatiale, dont les effets réactivent Swindle, le libérant de sa mode véhicule. Ce dernier libère les autres prisonniers Decepticons et les arme. Attaqué, Sentinel a juste le temps de lancer un SOS à Optimus avant d'être pris en otage avec Jazz, Jetfire et Jetstorm. Par chance, Optimus réussit à venir sur le vaisseau, et, après une bataille mouvementée, à sauver Sentinel et son équipage, tandis que Sunstorm, Ramjet et Blitzwing sont capturés. Sentinel propose à Optimus de l'accompagner sur Cybertron, mais ce dernier retourne sur Terre, tandis que le premier rentre et est acclamé en tant que nouveau Magnus.
Revenu sur Cybertron, Sentinel prend le pouvoir, et remplace temporairement Ultra Magnus en tant que chef suprême des Autobots. Il crée alors un régime fanatique et fasciste, ayant recours à une propagande sévère pour répandre la paranoïa en prétendant que n'importe qui peut être un Decepticon et transmettant à tous sa phobie des organiques. Ses méthodes sont peu appréciés d'autres membres du gouvernement, notamment Jazz et le Conseil.
Durant cette période, Ratchet et le Capitaine Fanzone arrivent inadvertablement sur Cybertron, où Ratchet découvre avec dégoût ce que Sentinel a fait de Cybertron. Peu après, Oméga Suprême, commandé par Mégatron, arrive au-dessus de Cybertron. Apprenant la situation, Sentinel suggère de faire feu sur l'Autobot géant, malgré l'avis de Ratchet, qui estime que sa destruction pourrait causer celle de Cybertron vu l'ampleur qu'aurait l'explosion. Partageant en partie l'avis de Ratchet, le Conseil ordonne à Sentinel de ne rien faire avant qu'ils aient fini de délibérer. Sentinel tente de faire enfermer Ratchet, et, lorsque Shockwave réussit à fuir avec Arcee inconsciente, ordonne de tirer sur Oméga Suprême malgré la demande du Conseil. Mais Mégatron parvient à lancer l'hyperespace avant que le tir le touche, et le tir rate heureusement. Après cela, lorsque Ratchet s'apprête à repartir, Sentinel lui ordonne de lui remettre le Marteau d'Ultra Magnus, sous prétexte qu'il est la "propriété de la Garde d'Elite". Ratchet refuse et rentre sur Terre avec, laissant Sentinel furieux. Prétendant aller le récupérer, Jazz, ne supportant plus la buraucratie de Sentinel, suit Ratchet et Fanzone sur Terre et rejoint le groupe d'Optimus.
Sentinel est vu dans le final de la saison 3 parmi les Autobots accueillant l'équipage d'Optimus à leur retour sur Cybertron. Il semble clairement ne pas apprécier un tel retour. Il est révélé que dans la saison 4 qui fut annulé, il devait affronter Optimus sur l'arène politique, après que ce dernier ait appris qu'Ultra Magnus voulait en faire son successeur.

## Films

### Transformers 3: La Face cachée de la Lune
- Nom : Sentinel, Zeta
- Faction : Autobots, Decepticons
- Fonction : ex-chef des Autobots, traître Autobot, Ancien capitaine de l'Arche, Descendant de la Dynastie des Prime
- Armes : Canon blaster, épée, bouclier; technologie de téléportation interplanétaire sous forme de piliers créée par lui-même
- Forme alternative : camion de pompiers Rosenbauer Panther rouge
- Taille : 30 pieds (9,14 m) dans le film

Au début du film, un flash-back évoque la guerre opposant les Autobots et les Decepticons. On y voit un vaisseau Autobot transportant une technologie capable de modifier le cours de la guerre en faveur des Autobots. Mais ce vaisseau est détruit au cours d'une poursuite.
Le vaisseau, contenant le corps de Sentinel, s'écrase sur la face cachée de la Lune, et l'impact est enregistré sur Terre ce qui aurait ainsi véritablement motivé la course à l'espace. La mission Apollo 11 est ainsi présentée comme étant en réalité une mission d'exploration du vaisseau Autobot, d'ailleurs exécutée secrètement hors caméra. 
40 ans après la mission Apollo, Sentinel est récupéré sur la Lune et ramené dans le QG du NEST. Optimus le ranime alors grâce à la Matrice de Commandement qu'il garde toujours avec lui. Ce dernier pense que Sentinel mérite de reprendre sa place à la tête des Autobots, mais celui-ci décline, expliquant qu'il ne connaît rien de cette planète.
Sentinel explique ensuite qu'il a mis au point une technologie permettant des déplacements dans le temps et l'espace, une sorte de téléportation fonctionnant avec des piliers. Si les Autobots en ont récupéré cinq, ils comprennent que les Decepticons en ont des centaines et peuvent ainsi lancer une frappe éclair sur la Terre en s'y téléportant.
Par la suite, Sam Witwicky subit l'attaque de trois Decepticons (les Dreads) et croit que ceux-ci ont pour but de capturer Sentinel pour utiliser ses piliers. Alors qu'il est de retour au NEST avec des Autobots et qu'ils s'apprêtent à mettre Sentinel à l'abri, celui-ci révèle alors qu'il fallait conclure un pacte avec Mégatron visant à utiliser les humains pour reconstruire Cybertron, qu'il amènera sur Terre grâce aux piliers. Il en profite alors pour éliminer Ironhide par surprise, les jumeaux (Skids et Mudflap) hors de l'écran et pour détruire les locaux du NEST. Il va ensuite placer les piliers dans Washington. Là, Optimus Prime tente sans succès de le ramener à la raison. Sentinel le neutralise, mais lui laisse la vie sauve, tout en faisant venir l'armée décepticon au complet avec le reste des piliers nécessaire à l'opération.
Alors que les Autobots semblent êtres éliminés, les Decepticons anéantissent Chicago afin d'y former une citadelle imprenable. Peu à peu, Sentinel prend le commandement des Decepticons au détriment de Megatron. Sentinel installe les piliers et s'apprête à faire venir Cybertron dans l'atmosphère terrienne. Mais là, les Autobots, qui étaient en fait restés sur Terre, reviennent et lancent une attaque surprise, soutenus par le NEST, Epps et ses amis, ainsi que Sam et Carly. Après une lutte titanesque, Optimus Prime désactive momentanément le pilier principal après avoir éliminé Shockwave.
Sentinel, muni d'une double lame, décide alors de se lancer dans un ultime combat avec son ancien allié. Pendant ce temps, Carly vient trouver Megatron pour le convaincre que Sentinel est en train de prendre sa place de chef de l'armée Decepticon.
Le combat tourne à l'avantage de Sentinel qui coupe un bras à Optimus. Alors qu'il s'apprête à l'achever, il est attaqué par surprise par Megatron qui le désarme et le blesse. Alors que celui-ci tente d'affirmer sa position de chef, Optimus l'élimine après une lutte brève. Puis il s'apprête à achever Sentinel. Celui-ci le supplie de comprendre qu'il voulait simplement la survie de l'espèce des Transformers, mais le chef des Autobots reste sourd et l'exécute avec le fusil de Megatron. Le traître Autobot est donc éliminé et son plan est désamorcé après la destruction par Bumblebee et Ratchet du pilier principal.

### Transformers: L'Âge de l'extinction
Cinq ans après les événements de Chicago, le corps de Sentinel Prime a été récupéré par KSI car on peut remarquer que Galvatron à le même aspect que Optimus mais aussi du vieux Prime. Dans la scène où l'Autobot Brains explique à ses camarades comment est revenu le chef des Deceptions, nous pouvons voir la tête du traître exposée à côté de celle de Megatron pour étudier la technologie cybertronienne.

### Transformers: The Last Knight
L'épave de L'Arche, vaisseau Autobot commandé par Sentinel Prime, est détruite lors du passage de Cybertron sur la Lune. En parallèle, un des piliers de son Pont Spatial est conservé dans le château d'Edmond Burton.

### Transformers: Le Commencement
Dans ce film contant les origines de la guerre, Sentinel Prime est le leader de Cybertron considéré comme un héros de guerre qui a fait fuir les Quintessons de la planète. Il est en réalité un imposteur qui a trahi les Primes en s'associant aux Quintessons et les a tué pour accéder au pouvoir, il exploite depuis des mineurs (dont il a au préalable retiré le cog de transformation) afin de récolter de l'Energon à fournir aux Quintessons, tout en gardant une image positive aux yeux du peuple. Il a une apparence inspiré de la série Transformers: Animated et du jeu vidéo Transformers : La Guerre pour Cybertron.

## Jeux vidéo

### Transformers: La Guerre pour Cybertron
Dans le jeu vidéo Transformers : La Guerre pour Cybertron, Sentinel Prime — sous le nom de Zeta Prime — est le chef des Autobots et le protecteur de la Clé Oméga, qui donne accès au noyau de Cybertron. Il sera traqué et capturé par Megatron, qui cherche à s'emparer de la Clé Omega pour pouvoir corrompre le noyau de Cybertron avec l'Energon Noir et soumettre la planète à sa volonté. Torturé par Soundwave, il sera par la suite retrouvé et libéré par les Autobots, mais il succombera à ses blessures, ce qui entraînera l'accession d'Optimus au rang de Prime.